# Max Records
Maxwell Records, soprannominato Max (Portland, 18 giugno 1997), è un attore statunitense.

## Biografia
Max Records è nato da Jenny Fleenor, una bibliotecaria, e Shawn Records, un fotografo e insegnante nell'area di Portland, dove tuttora risiede. Nell'agosto del 2003 Max e la famiglia si trasferirono da Syracuse, dove Records era uno studente alla Ed Smith School, a Portland. Records ha un fratello minore, Sam.
Records è noto per aver interpretato il personaggio di Max nel film Nel paese delle creature selvagge, per il quale ha ricevuto il Young Artist Award per il miglior attore protagonista ed è stato nominato ad altri premi, come il Chicago Film Critics Association e il Saturn Award per il miglior attore emergente. Precedentemente, aveva preso parte al video per la canzone Stable Song dei Death Cab for Cutie e a quello di The Guitar Man dei Cake. Ha partecipato al film del 2008 The Brothers Bloom, dopo essere stato introdotto al regista da Mark Ruffalo, che aveva recitato ne Nel paese delle creature selvagge. Nel 2016 è protagonista del film I Am Not a Serial Killer.

## Filmografia

### Cinema
- The Brothers Bloom, regia di Rian Johnson (2008)
- Nel paese delle creature selvagge (Where the Wild Things Are), regia di Spike Jonze (2009)
- BlinkyTM, regia di Ruairi Robinson - cortometraggio (2011)
- Lo spaventapassere (The Sitter), regia di David Gordon Green (2011)
- I Am Not a Serial Killer, regia di Billy O'Brien (2016)

## Doppiatori italiani
Nelle versioni in italiano dei suoi lavori, Max Records è stato doppiato da:
- Federico Bebi ne Nel paese delle creature selvagge e Lo spaventapassere